# Girona Futbol Club 2025-2026
Questa voce raccoglie le informazioni riguardanti il Girona Futbol Club nelle competizioni ufficiali della stagione 2025-2026.

## Maglie e sponsor
| Casa | Trasferta | Terza maglia |

## Rosa
Aggiornata al 19 agosto 2025.
| N. |                        | Ruolo | Calciatore          |
| -- | ---------------------- | ----- | ------------------- |
| 1  | Spagna (bandiera)      | P     | Juan Carlos         |
| 2  | Spagna (bandiera)      | D     | Hugo Rincón         |
| 4  | Spagna (bandiera)      | D     | Arnau Martínez      |
| 5  | Spagna (bandiera)      | C     | David López         |
| 6  | Paesi Bassi (bandiera) | C     | Donny van de Beek   |
| 7  | Uruguay (bandiera)     | A     | Cristhian Stuani () |
| 8  | Spagna (bandiera)      | A     | Portu               |
| 9  | Spagna (bandiera)      | A     | Abel Ruiz           |
| 10 | Colombia (bandiera)    | A     | Yaser Asprilla      |
| 11 | Francia (bandiera)     | C     | Thomas Lemar        |
| 12 | Brasile (bandiera)     | D     | Vitor Reis          |
| 13 | Argentina (bandiera)   | P     | Paulo Gazzaniga     |
| 14 | Spagna (bandiera)      | C     | Oriol Romeu         |

| N. |                               | Ruolo | Calciatore           |
| -- | ----------------------------- | ----- | -------------------- |
| 15 | Ucraina (bandiera)            | C     | Viktor Tsygankov     |
| 16 | Spagna (bandiera)             | D     | Alejandro Francés    |
| 17 | Paesi Bassi (bandiera)        | D     | Daley Blind          |
| 18 | Rep. Ceca (bandiera)          | D     | Ladislav Krejčí      |
| 19 | Macedonia del Nord (bandiera) | A     | Bojan Miovski        |
| 20 | Belgio (bandiera)             | D     | Axel Witsel          |
| 21 | Venezuela (bandiera)          | C     | Yangel Herrera       |
| 22 | Colombia (bandiera)           | D     | Jhon Solís           |
| 23 | Spagna (bandiera)             | C     | Iván Martín          |
| 25 | Ucraina (bandiera)            | P     | Vladyslav Krapyvtsov |
| 33 | Spagna (bandiera)             | A     | Joel Roca            |
| 44 | Senegal (bandiera)            | C     | Pape Dame Ba         |

## Calciomercato

### Sessione estiva
| Acquisti         | Acquisti         | Acquisti        | Acquisti              |
| R.               | Nome             | da              | Modalità              |
| ---------------- | ---------------- | --------------- | --------------------- |
| D                | Hugo Rincón      | Athletic Bilbao | prestito (200 mila €) |
| D                | Axel Witsel      | Atlético Madrid | gratuito              |
| D                | Vitor Reis       | Manchester City | prestito              |
| C                | Thomas Lemar     | Atlético Madrid | prestito              |
| Altre operazioni |                  |                 |                       |
| R.               | Nome             | da              | Modalità              |
| A                | Ilyas Chaira     | Real Oviedo     | fine prestito         |
| A                | Valery Fernández | Maiorca         | fine prestito         |
| A                | Joel Roca        | Mirandés        | fine prestito         |
| D                | Ibrahima Kébé    | Lommel          | fine prestito         |
| P                | Toni Fruidias    | FC Cartagena    | fine prestito         |

| Cessioni         | Cessioni            | Cessioni       | Cessioni                   |
| R.               | Nome                | a              | Modalità                   |
| ---------------- | ------------------- | -------------- | -------------------------- |
| D                | Miguel Gutiérrez    | Napoli         | definitivo (18 milioni €)  |
| A                | Ilyas Chaira        | Real Oviedo    | definitivo (1,5 milioni €) |
| A                | Valery Fernández    | Real Saragozza | gratuito                   |
| D                | Juanpe              | San Luis       | gratuito                   |
| C                | Gabriel Misehouy    | Arīs Salonicco | prestito                   |
| D                | Toni Fruidias       | Gimnàstic      | prestito                   |
| A                | Kim Min-su          | FC Andorra     | prestito                   |
| A                | Antal Yaakobishvili | FC Andorra     | prestito                   |
| A                | Jastin García       | FC Andorra     | prestito                   |
| C                | Ibrahima Kébé       |                | svincolato                 |
| Altre operazioni |                     |                |                            |
| R.               | Nome                | da             | Modalità                   |
| A                | Bryan Gil           | Tottenham      | fine prestito              |
| A                | Arnaut Danjuma      | Villarreal     | fine prestito              |
| C                | Arthur              | Juventus       | fine prestito              |
| D                | Oriol Romeu         | Barcellona     | fine prestito              |

### Sessione invernale
| Acquisti         | Acquisti         | Acquisti         | Acquisti         |
| R.               | Nome             | da               | Modalità         |
| Altre operazioni | Altre operazioni | Altre operazioni | Altre operazioni |
| R.               | Nome             | da               | Modalità         |
| ---------------- | ---------------- | ---------------- | ---------------- |

| Cessioni         | Cessioni         | Cessioni         | Cessioni         |
| R.               | Nome             | a                | Modalità         |
| Altre operazioni | Altre operazioni | Altre operazioni | Altre operazioni |
| R.               | Nome             | da               | Modalità         |
| ---------------- | ---------------- | ---------------- | ---------------- |

## Risultati

### Primera División

#### Girone di andata
| Arbitro: | Alberola Rojas |

|          |           |                                                    |
| Roca 57’ | Marcatori | 18’ De Frutos 20’ Álvaro García 45’ (rig.) Palazón |

| Vila-real 24 agosto 2025, ore 19:30 CEST 2ª giornata | Villarreal | – referto | Girona | Stadio della Ceramica |

| Gerona 30 agosto 2025, ore 19:30 CEST 3ª giornata | Girona | – referto | Siviglia | Stadio Montilivi |

| Vigo 14 settembre 2025, ore 14:00 CEST 4ª giornata | Celta Vigo | – referto | Girona | Stadio Balaídos |

| Gerona 5ª giornata | Girona | – referto | Levante | Stadio Montilivi |

| Bilbao 6ª giornata | Athletic Bilbao | – referto | Girona | San Mamés |

| Gerona 7ª giornata | Girona | – referto | Espanyol | Stadio Montilivi |

| Gerona 8ª giornata | Girona | – referto | Valencia | Stadio Montilivi |

| Barcellona 9ª giornata | Barcellona | – referto | Girona | Camp Nou |

| Gerona 10ª giornata | Girona | – referto | Real Oviedo | Stadio Montilivi |

| Getafe 11ª giornata | Getafe | – referto | Girona | Coliseum Alfonso Pérez |

| Gerona 12ª giornata | Girona | – referto | Alavés | Stadio Montilivi |

| Siviglia 13ª giornata | Betis | – referto | Girona | Stadio Benito Villamarín |

| Gerona 14ª giornata | Girona | – referto | Real Madrid | Stadio Montilivi |

| Elche 15ª giornata | Elche | – referto | Girona | Stadio Manuel Martínez Valero |

| San Sebastián 16ª giornata | Real Sociedad | – referto | Girona | Anoeta |

| Gerona 17ª giornata | Girona | – referto | Atlético Madrid | Stadio Montilivi |

| Palma de Maiorca 18ª giornata | Maiorca | – referto | Girona | Stadio de Son Moix |

| Gerona 19ª giornata | Girona | – referto | Osasuna | Stadio Montilivi |

## Statistiche

### Statistiche di squadra
| Competizione | Punti | In casa | In casa | In casa | In casa | In casa | In casa | In trasferta | In trasferta | In trasferta | In trasferta | In trasferta | In trasferta | Totale | Totale | Totale | Totale | Totale | Totale | DR |
| Competizione | Punti | G       | V       | N       | P       | Gf      | Gs      | G            | V            | N            | P            | Gf           | Gs           | G      | V      | N      | P      | Gf     | Gs     | DR |
| ------------ | ----- | ------- | ------- | ------- | ------- | ------- | ------- | ------------ | ------------ | ------------ | ------------ | ------------ | ------------ | ------ | ------ | ------ | ------ | ------ | ------ | -- |
| Liga         | -     | 1       | 0       | 0       | 1       | 1       | 3       |              |              |              |              |              |              | 1      | 0      | 0      | 1      | 1      | 3      | -2 |
| Coppa del Re | -     |         |         |         |         |         |         |              |              |              |              |              |              |        |        |        |        |        |        |    |
| Totale       | -     | 1       | 0       | 0       | 1       | 1       | 3       |              |              |              |              |              |              | 1      | 0      | 0      | 1      | 1      | 3      | -2 |

### Andamento in campionato
| Giornata  | 1 | 2 | 3 | 4 | 5 | 6 | 7 | 8 | 9 | 10 | 11 | 12 | 13 | 14 | 15 | 16 | 17 | 18 | 19 | 20 | 21 | 22 | 23 | 24 | 25 | 26 | 27 | 28 | 29 | 30 | 31 | 32 | 33 | 34 | 35 | 36 | 37 | 38 |
| --------- | - | - | - | - | - | - | - | - | - | -- | -- | -- | -- | -- | -- | -- | -- | -- | -- | -- | -- | -- | -- | -- | -- | -- | -- | -- | -- | -- | -- | -- | -- | -- | -- | -- | -- | -- |
| Luogo     | C | T | C | T | C | T | C | C | T | C  | T  | C  | T  | C  | T  | T  | C  | T  | C  | T  | C  | T  | T  | C  | T  | C  | T  | C  | T  | C  | T  | T  | C  | C  | T  | C  | T  | C  |
| Risultato | P |   |   |   |   |   |   |   |   |    |    |    |    |    |    |    |    |    |    |    |    |    |    |    |    |    |    |    |    |    |    |    |    |    |    |    |    |    |
| Posizione |   |   |   |   |   |   |   |   |   |    |    |    |    |    |    |    |    |    |    |    |    |    |    |    |    |    |    |    |    |    |    |    |    |    |    |    |    |    |

### Statistiche dei giocatori
Sono in corsivo i calciatori che hanno lasciato la società a stagione in corso 
| Giocatore      | Liga     | Liga | Liga        | Liga       | Coppa del Re | Coppa del Re | Coppa del Re | Coppa del Re | Totale   | Totale | Totale      | Totale     |
| Giocatore      | Presenze | Reti | Ammonizioni | Espulsioni | Presenze     | Reti         | Ammonizioni  | Espulsioni   | Presenze | Reti   | Ammonizioni | Espulsioni |
| -------------- | -------- | ---- | ----------- | ---------- | ------------ | ------------ | ------------ | ------------ | -------- | ------ | ----------- | ---------- |
| Y. Asprilla    | 1        | 0    | 0           | 0          | 0            | 0            | 0            | 0            | 1        | 0      | 0           | 0          |
| P. Ba          | 0        | 0    | 0           | 0          | 0            | 0            | 0            | 0            | 0        | 0      | 0           | 0          |
| D. Blind       | 1        | 0    | 0           | 0          | 0            | 0            | 0            | 0            | 1        | 0      | 0           | 0          |
| Juan Carlos    | 0        | 0    | 0           | 0          | 0            | 0            | 0            | 0            | 0        | 0      | 0           | 0          |
| S. Clua        | 0        | 0    | 0           | 0          | 0            | 0            | 0            | 0            | 0        | 0      | 0           | 0          |
| A. Francés     | 0        | 0    | 0           | 0          | 0            | 0            | 0            | 0            | 0        | 0      | 0           | 0          |
| P. Gazzaniga   | 1        | -2   | 0           | 1          | 0            | 0            | 0            | 0            | 1        | -2     | 0           | 1          |
| Y. Herrera     | 1        | 0    | 0           | 0          | 0            | 0            | 0            | 0            | 1        | 0      | 0           | 0          |
| A. Jastin      | 0        | 0    | 0           | 0          | 0            | 0            | 0            | 0            | 0        | 0      | 0           | 0          |
| Juanpe         | 0        | 0    | 0           | 0          | 0            | 0            | 0            | 0            | 0        | 0      | 0           | 0          |
| V. Krapyvtsov  | 1        | -1   | 0           | 0          | 0            | 0            | 0            | 0            | 1        | -1     | 0           | 0          |
| L. Krejčí      | 1        | 0    | 0           | 0          | 0            | 0            | 0            | 0            | 1        | 0      | 0           | 0          |
| T. Lemar       | 1        | 0    | 0           | 0          | 0            | 0            | 0            | 0            | 1        | 0      | 0           | 0          |
| D. López       | 1        | 0    | 0           | 0          | 0            | 0            | 0            | 0            | 1        | 0      | 0           | 0          |
| I. Martín      | 0        | 0    | 0           | 0          | 0            | 0            | 0            | 0            | 0        | 0      | 0           | 0          |
| Arnau          | 1        | 0    | 0           | 0          | 0            | 0            | 0            | 0            | 1        | 0      | 0           | 0          |
| R. Martínez    | 0        | 0    | 0           | 0          | 0            | 0            | 0            | 0            | 0        | 0      | 0           | 0          |
| J. Roca        | 1        | 1    | 0           | 0          | 0            | 0            | 0            | 0            | 1        | 1      | 0           | 0          |
| G. Misehouy    | 0        | 0    | 0           | 0          | 0            | 0            | 0            | 0            | 0        | 0      | 0           | 0          |
| B. Miovski     | 1        | 0    | 0           | 0          | 0            | 0            | 0            | 0            | 1        | 0      | 0           | 0          |
| Portu          | 1        | 0    | 0           | 0          | 0            | 0            | 0            | 0            | 1        | 0      | 0           | 0          |
| V. Reis        | 1        | 0    | 0           | 0          | 0            | 0            | 0            | 0            | 1        | 0      | 0           | 0          |
| H. Rincón      | 1        | 0    | 0           | 0          | 0            | 0            | 0            | 0            | 1        | 0      | 0           | 0          |
| O. Romeu       | 0        | 0    | 0           | 0          | 0            | 0            | 0            | 0            | 0        | 0      | 0           | 0          |
| A. Ruiz        | 0        | 0    | 0           | 0          | 0            | 0            | 0            | 0            | 0        | 0      | 0           | 0          |
| J. Solís       | 1        | 0    | 0           | 0          | 0            | 0            | 0            | 0            | 1        | 0      | 0           | 0          |
| C. Stuani      | 0        | 0    | 0           | 0          | 0            | 0            | 0            | 0            | 0        | 0      | 0           | 0          |
| V. Tsygankov   | 1        | 0    | 0           | 0          | 0            | 0            | 0            | 0            | 1        | 0      | 0           | 0          |
| D. van de Beek | 0        | 0    | 0           | 0          | 0            | 0            | 0            | 0            | 0        | 0      | 0           | 0          |
| A. Witsel      | 0        | 0    | 0           | 0          | 0            | 0            | 0            | 0            | 0        | 0      | 0           | 0          |